# بوکلیزین
بوکلیزین (انگلیسی: Buclizine) یک داروی آنتی هیستامین و آنتی کولینرژیک از خانواده مشتقات پیپرازین است. این دارو به عنوان یک داروی ضدتهوع شناخته می‌شود. در انگلستان، این دارو یکی از سه ترکیب موجود در قرص‌های میگرالو (Migraleve) است که در درمان میگرن کاربرد دارد.